# Земская почта Богучарского уезда
Зе́мская по́чта Богуча́рского уе́зда — земская почта, организованная земской управой Богучарского уезда Воронежской губернии. Существовала с 1868 года. В уезде выпускались собственные земские марки.

## История почты
Богучарская уездная земская почта была открыта в 1868 году. Пересылка почтовых отправлений осуществлялась из уездного центра (города Богучара) в волостные правления дважды в неделю. Пересылка частных почтовых отправлений была платной.
С 1871 года для оплаты доставки частных почтовых отправлений были введены земские почтовые марки номиналом 5 копеек.
С сентября 1873 года пересылка всех почтовых отправлений стала бесплатной.

## Выпуски марок
Используемые для оплаты частных почтовых отправлений земские марки изготавливались в уездной управе с помощью ручного штампа с оттиском чёрного цвета текста «По Богучарск уезду 5 коп.».
Известны фальсификаты, которые изготовлены фиолетовой или чёрной краской.